# جینهوا
جینهوا (به لاتین: Jinhua) یک شهر مرکزی در جمهوری خلق چین است که در چجیانگ واقع شده‌است.

## خصوصیات
جینهوا ۱۰٬۹۲۶٫۱۶ کیلومترمربع مساحت و ۵٬۳۶۱٬۵۷۲ نفر جمعیت دارد.

## خواهرخوانده
شهرهای دورن و هولابرون خواهرخوانده‌های جینهوا هستند.